# Caristanius Iustianus

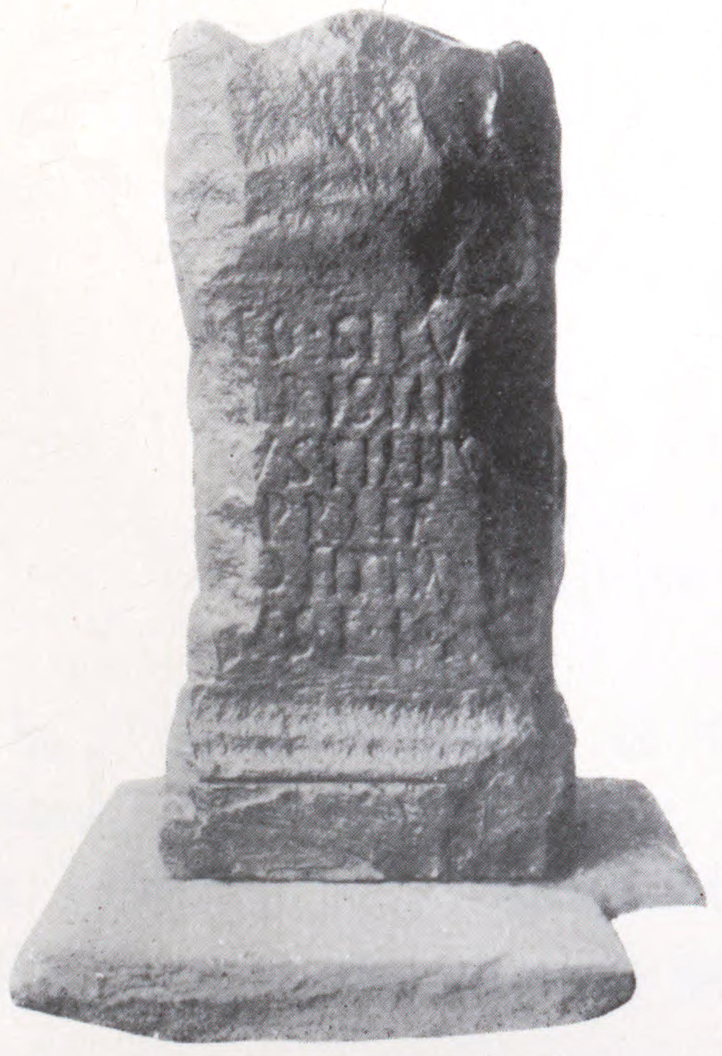
Der Altar, den Caristanius Iustianus beim Kastell Bar Hill errichten ließ

Caristanius Iustianus (sein Praenomen ist nicht bekannt) war ein im 2. Jahrhundert lebender Angehöriger des römischen Ritterstandes (Eques).
Durch eine Inschrift, die beim Kastell Bar Hill gefunden wurde, ist belegt, dass Iustianus um 142/180 Kommandeur (Praefectus) der Cohors I Hamiorum war, die zu diesem Zeitpunkt in der Provinz Britannia stationiert war.